# Elaeagnus pilostyla
Elaeagnus pilostyla — вид квіткових рослин з родини маслинкових (Elaeagnaceae). Поширення: Китай (Чунцін, пд.-сх. Юньнань).

## Середовище
Населяє гірські ліси; на висотах 1900–2100 метрів.

## Біоморфологічна характеристика
Це вічнозелений кущ заввишки 1.5–2 метри. Колючки відсутні або погано виражені; молоді гілки тонкі, густо-коричневі лускаті. Ніжка листка коричнева, ≈ 7 мм; листова пластинка знизу сріблясто-коричнева, знизу світло-зелена після висихання, яйцеподібна, до 7.5 × 4 см, знизу з лусками, неглибоко лопатева, краї зубчасті, зверху гола, за винятком кількох темних лусочок біля основи середньої жилки, бічні жилки 4–7 з кожного боку середньої жилки, ± помітні на обох поверхнях, основа округла, край вузько загнутий, верхівка загострена. Квітки до 7 на дуже коротких пазушних пагонах. Квітконіжка зазвичай вигнута, червонувато-коричнева, 5–8 мм. Квіти пониклі, густо червонувато-коричневі, лускаті. Трубка чашечки зворотноконічна, 6–7 мм; частки яйцеподібні, ≈ 3 × 2.5 мм, всередині зірчасто-волохуваті, верхівка загострена.